# Berry (regione)
Il Berry era una delle antiche province francesi. Il suo capoluogo era Bourges.
La regione storica del Berry corrisponde agli attuali dipartimenti di Cher, Indre e parte di Vienne.
Il toponimo sembra derivare dalla tribù gallica dei Bituriges (Biturigi). Nel Medioevo fu il centro del ducato di Berry, che fu anche noto per un manoscritto corredato da numerose decorazioni ed illustrazioni compilato tra il XIV e XV secolo denominato Les Très riches heures du Duc de Berry, dove vengono descritte ed illustrate tutte le ore canoniche della giornata del duca. Costituiva la généralité di Bourges, creata nel 1542.
Nel Berry nacquero diversi re di Francia ed altri membri della famiglia reale, così come parecchi celebri scrittori del XIX secolo quali Balzac, George Sand e Alexandre Dumas.